# Znamenje anđela
 Znamenje anđela je istorijski roman Dejana Stojiljkovića, u izdanju IP Laguna 2013. godine.

## Sinopsis
Godine 297. rimski cezar Galerije krenuće u osvetnički pohod na Istok da se obračuna sa Persijom i njenim vladarom. U velikoj invazionoj armiji naći će se tri čoveka koje povezuje nevidljiva nit sudbine i čija će dela označiti osvit jednog novog doba i uzdizanje jedne nove vere – hrišćanstva.
Galerije, veliki progonitelj hrišćana, i ne sluti da pod njegovom zastavom jašu tri čoveka koji će jednog dana postati hrišćanski sveci i utrti put jednom novom carstvu. Najstariji među njima je Georgije, stameni i harizmatični general iz Kapadokije, u istoj legiji je i tribun Dimitrije iz bogate senatorske porodice iz Soluna… Najmlađi se zove Flavije Valerije Konstantin, sin Galerijevog suvladara Konstancija Hlora, hrabri konjički oficir i naslednik prestola na Zapadu.
Od jermenskih pustinja, preko slavnih egipatskih gradova, od Naisusa i Singidunuma, sve do britanskih magli i zidina večnog Rima, iskovana u krvi i plamenu bitke, kaljena strašću, ljubavlju i nadom, dolazi priča o ljudima koji su promenili tok istorije i srušili jednu imperiju da bi na njenom zgarištu sazidali novu. Istovremeno, to je priča o snazi vere i prijateljstva, o najvećem progonu hrišćana u istoriji, o poslednjim danima Rima i začetku slavnog Vizantijskog carstva, o dva sveca koji su umrli za Boga u koga veruju i trećem, koji je postao prvi rimski car koji je poverovao u snagu Krsta.

## Likovi
Sveti Georgije - Veruje se da je rođen je 275/280. godine u maloazijskoj oblasti Kapadokiji, u bogatoj i uglednoj hrišćanskoj porodici. Otac mu je bio rimski vojni oficir. Još dok je bio dete, kada je njegov otac poginuo, mali Đorđe se sa majkom preselio u Palestinu, na majčino veliko i bogato porodično imanje, gde je dobio visoko obrazovanje.
U rimskoj vojsci se brzo istakao svojom hrabrošću i bojnim zaslugama. Napredovao je naglo, od običnog vojnika do tribuna, da bi ga, već u njegovoj dvadesetoj godini, lično car Dioklecijan proizveo u čin komita tj. vojvode (najstariji vojni čin, kojim se postaje i carev savetnik).
Sveti Dimitrije Solunski Mirotočivi (грч. Άγιος Δημήτριος της Θεσσαλονίκης) je bio hrišćanski mučenik za koga se veruje da je živeo u Solunu početkom 4. veka. Tokom srednjeg veka, sveti Dimitrije je poštovan kao jedan od najvažnijih pravoslavnih vojovnika među svetiteljima. Slavi se 8. novembra po gregorijanskom (novom) kalendaru to jest 26. oktobra po julijanskom (starom) kalendaru.
Konstantin Veliki (лат. Constantinus Magnus; 27. februara oko 272, Nais — 22. maja 337, Nikomedija), rimski car (306–337) najviše poznat po tome što je izdao Milanski edikt 313, kojim je proglašena verska tolerancija u čitavom Carstvu. 
Izašao je kao pobednik iz građanskog rata u koji je Rim zapao posle Galerijeve smrti. Tokom svoje tridesetogodišnje vladavine uspešno se borio protiv Franaka, Alemana, Vizigota i Sarmata, uspevši čak da ponovo naseli delove Dakije koji su napušteni tokom prethodnog stoleća. 
Sproveo je čitav niz važnih reformi na polju administracije i vojske koje su osnažile Rimsko carstvo, uzdrmano velikom krizom 3. veka. Podizanjem carske rezidencije na mestu nekadašnje grčke kolonije Vizant kojoj je dao ime Novi Rim, udario je temelje budućem Vizantijskom carstvu.

## Nastajanje, pisanje i razvoj dela
U najavi za roman koja je objavljena sajtu IP Laguna Stojiljković je o nastanku dela rekao sledeće: 

Dok sam prikupljao građu i iščitavao izvore, naišao sam na jedan zanimljiv podatak, a to je da su Sveti Đorđe, Sveti Dimitrije i Sveti car Konstantin bili savremenici... I ne samo to. Oni su možda čak služili u istoj legiji, Đorđe kao general, Dimitrije kao tribun, a Konstantin kao mladi konjički oficir. U prvom delu romana opisan je pohod na Persiju u kojem su učestvovala sva trojica, to je zanimljiv deo jer se radi o ratu u pustinji, radnja se zatim pomera u Egipat, veliku luku Aleksandriju, a onda čitaoca vodim bukvalno na proputovanje kroz tadašnje Rimsko carstvo, od Nikomedije u Maloj Aziji, preko Naisusa i Singidunuma, Galije, sve do Hadrijanovog zida u Britaniji gde je Konstantin Veliki ratovao sa Piktima. Naslov romana nije slučajan. Znamenje anđela, dva spojena prstena sa krilima, zagonetni znak koji se naizmenično pojavljuje u periodu od trideset godina i isprepletan je sa sudbinama tri glavna junaka. Konstantin, koji za razliku od Đorđa i Dimitrija neće stradati u najvećem progonu hrišćana u istoriji, imaće težak zadatak da odgonetne njegovo značenje. I to će učini pred sam kraj života. Žanrovski, roman je istorijska drama, ali ima tu svih onih velikih motiva u književnosti... Rata, ljubavi, prijateljstva, vere, nade... Poseban ’začin’ je hrišćanska mistika, priče o anđelima i starozavetne legende, zatim grčka i rimska mitologija. Pretpostavljam da će mnogi misliti da je roman puka adaptacija moje drame ’Konstantin’, ali radi se o dva potpuno autonomna dela. ’Konstantin’ je nastao na temelju građe za roman i nekoliko segmenata iz njega, dok je ’Znamenje anđela’ jedna drugačija priča i oni koji su gledali predstavu moći će da čitaju knjigu i imaju potpuno novo iskustvo. Predstava je fokusirana samo na Konstantina, Dimitrije se tamo pojavljuje samo u jednoj sceni, dok Đorđa uopšte nema. Ovde su stvari sasvim drugačije i ta dva lika su potpuno razvijena, a njihova priča ispričana od početka do kraja. S obzirom na to da se radi o dva sveca koji se često slave kod nas, Sveti Đorđe je, recimo slava moje porodice, verujem da će čitaocima biti zanimljivo da pročitaju sve te zanimljive detalje iz njihovih biografija, a ima ih dosta. Znam da su mnogi moji verni čitaci očekivali da brzo napišem nastavak romana ’Duge noći i crne zastave’, ali mislim da treba iskoristiti ovu godinu jubileja da ispričamo šta i ko je sve stajao iza najveće svetske verske revolucije koja je srušila tada najmoćnije carstvo na svetu. Iskoristio sam takođe priliku da se malo poigram, tako da je u ovom romanu objašnjeno kako je u podzemnim lagumima Niša završio mač za kojim tragaju junaci ’Konstantinovog raskršća’, to je jedna mala spona sa mojim prethodnim delom koja će, verujem, biti intrigantna i simpatična čitaocima.

## Literarni uticaji
Stojiljković kao literarne uticaje navodi Margerit Jursenar i njen roman Hadrijanovi memoari kao i zbirku priča Vatre. Takođe, značajan uticaj imala je i tv-serija Rim te film Ridlija Skota Gladijator.